# Лампунги
Лампунги — народ в Індонезії, на півдні острова Суматра. Є корінними жителями провінції Лампунг, але тепер чисельно значно поступаються тут переселенцям з Яви та інших районів Індонезії. Поділяються на ряд субетнічних груп, кожна з власною ідентичністю: песисіри, абунги, пубіяни та ін. Споріднені з лампунгами також комерінги в провінції Південна Суматра. Крім етнічних особливостей, важливими для лампунгів є культурні традиції. За цією ознакою вони поділяються на дві основні групи — пепадуни та пемінгіри (сейбатини), є ще ряд менших соціокультурних груп.
Чисельність переселенців у Лампунзі постійно зростає, лампунги перебувають у постійному контакті з мігрантами, переважно яванцями та сунданцями. Відповідно зростає й вплив яванської культури на місцеве населення.

## Чисельність і розселення
Лампунги рівномірно розподілені по всій території провінції Лампунг, окремі їхні групи живуть також на півдні провінцій Бенгкулу та Південна Суматра. Їхня чисельність за даними перепису населення Індонезії 2010 року (там вони значаться під назвою Suku asal Lampung, тобто «народи Лампунга») становила 1 381 660 осіб, частка міського населення — 42,29 %, сільського — 57,71 %. Більшість лампунгів (Suku asal Lampung) живе в провінції Лампунг — 1 028 190 осіб (13,56 % її населення) за даними перепису 2010 року. За межами Лампунга найбільші групи лампунгів проживають у провінціях Західна Ява (92 862 особи), Бантен (69 885 осіб), Південна Суматра (44 983 особи), Східна Ява (28 515 осіб), а також у Джакарті (45 215 осіб). У той же час 64,06 % населення провінції Лампунг 2010 року становили яванці.
Перепис населення Індонезії 2000 року поділяв лампунгів за культурною традицією: 426 723 особи нараховували лампунги-пемінгір (6,42 % населення провінції), 280 247 осіб — лампунги-пепадун (4,22 %), 85 342 особи — прибічники традиції абунг-бунгамаянг (1,28 %). Загальна їхня чисельність становила 792 312 осіб (11,92 % населення провінції), доля яванців у населенні провінції Лампунг — 61,89 %.
Песисіри (лампунг-песисір) є найбільшою групою лампунгів, за оцінкою 2017 року їхня чисельність становила 550 тис. осіб. Розселені на заході та півдні провінції Лампунг, включаючи її західне узбережжя, узбережжя затоки Семангка (індонез. Teluk Semangka), затоки Лампунг (індонез. Teluk Lampung) та Зондської протоки, а також острови Табуан (індонез. Pulau Tabuan), Легунді (індонез. Pulau Legundi), Себуку (індонез. Pulau Sebuku) і Себесі (індонез. Pulau Sebesi). В адміністративному плані це округи Західний Песисір (індонез. Pesisir Barat), Західний Лампунг (індонез. Lampung Barat), Танґамус (індонез. Tanggamus), Прингсеву (індонез. Pringsewu), Песаваран (індонез. Pesawaran), Південний Лампунг (індонез. Lampung Selatan), південна частина округу Східний Лампунг (індонез. Lampung Timur) та місто Бандар-Лампунг. В основному проживають уздовж узбережжя, тому їх і називають лампунг-песисір, тобто «прибережні лампунги».
Абунги (лампунг-абунг) або північні лампунги — другий за чисельністю підрозділ народу. За оцінкою 2017 року їх нараховувалось близько 200 тис. осіб. Живуть на північному сході провінції Лампунг, в округах Північний Лампунг (індонез. Lampung Utara), Західний Тулангбаванг (індонез. Tulangbawang Barat), Месуджі (індонез. Mesuji), Тулангбаванг (індонез. Tulangbawang), Центральний Лампунг, Східний Лампунг. Займають територію між річками Канан (індонез. Way Kanan, Sungai Kanan) і Месуджі (індонез. Way Mesuji, Sungai Mesuji) на півночі та Секампунг (індонез. Way Sekampung, Sungai Sekampung) і Сепуті (індонез. Way Seputih, Sungai Seputih) на півдні.
Пубіяни (лампунг-пубіян) розселені в центральній частині провінції Лампунг: округи Танґамус, Центральний Лампунг (індонез. Lampung Tengah), Прингсеву, Південний Лампунг та місто Бандар-Лампунг. Їхні села розташовані в низинних районах, в долині головної річки провінції Секампунг. Століттями їм доводилося триматися подалі від абунгів, які забороняли пубіянам перетинати кордон між їхніми областями. Чисельність пубіянів станом на 2017 рік оцінювалась у 110 тис. осіб.
Невелика субетнічна група вай-канан (лампунг-вай-канан), чисельність якої оцінюється в 44 тис. осіб (2017), відзначається сильною культурною згуртованістю. Розселена в окрузі Вай-Канан (індонез. Way Kanan) та в районі Букіт-Кемунінг (індонез. Bukit Kemuning) на заході округу Північний Лампунг. Окремий підрозділ лампунгів утворюють також сунгкаї (лампунг-сунгкай). Історично вони тісно пов'язані з песисірами, вай-кананами та пубіянами, розмовляють з ними однією мовою, але мають унікальні культурні особливості, оскільки дотримуються культурної традиції пепадун а не сейбатин. Чисельність сунгкаїв 2017 року оцінювалась у 100 тис. осіб. Живуть на захід від абунгів, у північній частині округу Північний Лампунг. Круї (20-30 тис. осіб за оцінкою 1985 року) розселені на західному узбережжі, в північній частині округу Західний Песисір, біля адміністративного кордону між провінціями Лампунг та Бенгкулу.
Ще дві лампунзькі субентічні групи (ранау та дая) живуть на території провінції Південна Суматра. Офіційна статистика зараховує їх до складу народів Південної Суматри (індонез. Suku asal Sumatera Selatan) або комерінгів, але самі вони не вважають себе частиною останніх. Ранау розселені навколо озера Ранау, від якого й отримали свою назву. Живуть переважно в районі Бандінг-Агунг (індонез. Banding Agung), що входить до складу округу Південний Верхній Оґан-Комерінг (індонез. Ogan Komering Ulu Selatan), частина — на півночі провінції Лампунг, де вони відомі як берадат-ранау. Чисельність ранау станом на 2017 рік оцінювалась у 66 тис. осіб. Споріднені з песисірами дая — північні сусіди ранау. Вони розселені в районах Сімпанг (індонез. Simpang) та Муарадуа (індонез. Muaradua), округ Південний Верхній Оґан-Комерінг. Їхня чисельність 2017 року оцінювалась у 90 тис. осіб.

## Мова

Мапа поширення лампунзьких мов:
лампунг-апі
лампунг-нйо
комерінг

В Індонезії лампунзьку мову називають Behasou Lampung або Umung Lampung, а ще Cewo Lampung. Лінгвісти розрізняють дві окремі лампунзькі мови: лампунг-апі (Lampung Api, код ISO 639-3: ljp) та лампунг-нйо (Lampung Nyo, код ISO 639-3: abl). В Індонезії їх ще називають діалектами Lampung Beliau та Lampung Abung. Також, відповідно до характерної вимови, розрізняють «діалект o» та «діалект a». Мовою лампунг-нйо говорять лише абунги, решта субетнічних груп використовує мову лампунг-апі.
Лампунзькі мови утворюють окрему групу малайсько-полінезійських мов, через значні відмінності носіям індонезійської мови важко їх зрозуміти.
Обидві мови поділяються на діалекти. В складі мови лампунг-апі це круї (Krui, Kroe, Kru'i), ранау (Ranau), дая (Daya), сунгкай (Sungkai, Jelma Doya), пубіян (Pubian), пемангілан (Pemanggilan Peminggir), мелінтінг (Melinting Peminggir), південного узбережжя (Southern Pesisir). Діалекти мови лампунг-нйо: абунг (Abung), тулангбаванг (Tulangbawang, Tulang Bawang), сукадана (Sukadana), мелінтінг (Melinting).
Мови лампунг-нйо та лампунг-апі мають багато відмінностей у лексиці та фонології. Лексична подібність мови лампунг-нйо з окремими діалектами лампунг-апі становить 72-77 %.
Існує кілька рівнів формальної мови, які використовуються в конкретних ситуаціях, наприклад, під час розмови зі старшими, однолітками або молодшими людьми, під час проведення різноманітних церемоній. Проте, на відміну від яванської мови, лампунзькі рівні ввічливості визначаються не особливою лексикою, а використанням певних займенників та висотою вимови при побудові речення.
Обидві лампунзькі мови перебувають в активному використанні всіма категоріями населення. Їх вживають вдома, в селі на вулиці тощо. Люди мають позитивне ставлення до рідної мови.
Також користуються індонезійською мовою, особливо в галузі освіти, в релігійній службі, в державних установах. Багато лампунгів володіє також мовами трансмігрантів — яванською та сунданською. В провінції Південна Суматра деякі ранау та дая також досить добре знають палембанзьку, основну торгову мову регіону
Лампунги мають власну абетку, яку називають сурат-лампунг (Surat Lampung) або гуруф-лампунг (Huruf Lampung), індонезійською вона зветься аксара-лампунг (Aksara Lampung). Ця писемність споріднена зі старими абетками реджангів, сераваїв, пасемахів, лебонгів. Вона розрізняє 20 літер і походить від індійського письма деванаґарі, яке використовує санскрит. Сучасна писемність заснована на латинській графіці. Складені словники, існує граматика, література. Обидві лампунзькі мови викладаються в початкових класах школи.

## Релігія
За релігією лампунги — мусульмани-суніти, послідовники шафійського мазгабу.
Іслам прийшов на територію Лампунга в XV ст. Мусульманське вчення мало сильний вплив на спосіб мислення та поведінку місцевого населення. В кожному селі є принаймні одна мечеть та громадська зала. Якщо село складається з кількох частин, то кожна з них має свою мечеть. Лампунги — люди побожні, дотримуються п'яти щоденних молитов, постять, читають Коран. Шлюби вкладаються відповідно до ісламських традицій. Як мусульмани, лампунги вірять, що дитина, народжена в результаті подружньої зради (анак-каппанг), буде нещасною в житті. Така людина та її нащадки стають об'єктом пліток, обговорення та осуду в суспільстві, їх уникають, їм важко знайти собі пару. З іншого боку, певні концепції звичаїв лампунгів відрізняються від ісламських релігійних норм. Наприклад, спадкоємцем за місцевим звичаєм є лише старший син.
Лампунги твердо дотримуються своєї мусульманської ідентичності й нетерпимо ставляться до переходу в іншу релігію. Тут діє дуже сильний принцип релігійної однорідності. Шлюби з представниками іншої віри заборонені. Такий шлюб можливий лише коли інша сторона прийме іслам. Лампунги переконані, що іслам є єдиною правильною релігією, й уважають послідовників інших конфесій невірними. Зміна релігії в лампунзькому суспільстві вважається неприйнятною. Якщо таке стається, «порушник закону» зазвичай піддається остракізму з боку родичів. Разом із тим, соціальна взаємодія з представниками інших релігій є цілком нормальною.
Місцева форма ісламу заснована не на особистих переконаннях, а скоріше традиція, що передається з покоління в покоління. Для лампунгів важливо дотримуватись тієї форми релігії, яку сповідували їхні предки. Лише невелика частина людей правильно виконує всі ісламські ритуали.
Зберігаються залишки старих вірувань, які лампунги називають адат-замантумі. Ці вірування по суті своїй є анімістичними. Вони передбачають існування невидимих істот (духів), яких називають сайлеком («темні»), сайгалус («м'які») і секеді (феї). Іноді духи викликають розбрат чи хворобу серед людей, а іноді вони допомагають людям. На переконання лампунгів, духи можуть проникати в тіло людини, роблячи її одержимою. Люди відчувають, що їм потрібно виконувати певні церемонії, щоб мати добрі стосунки з цими духовними створіннями. Для лампунгів існують також деякі божества, яких слід шанувати й поважати. До їхнього числа належать Сангьянгсакті — бог-творець Всесвіту, Муліпутрі або Бідадарі — богиня краси, Селанг-Шрі — бог, який є творцем і охоронцем рису. Вшановуючи бога рису, проводять церемонію родючості землі берсідеса. Стара віра передбачає також шанування духів предків та духів природи, які можуть впливати на життя людей. Відповідно люди практикують різноманітні традиційні церемонії, які включають різні підношення (жертви).
Лампунги шанують, охороняють і доглядають могили своїх предків. Є гробниці, які вважаються священними, й деякі люди час від часу приходять до них помолитися й висловити особливі прохання. Багато людей все ще вірять у забобони, шанують священні предмети й місця, практикують магічні обряди. Вони також вірять в існування старовинних предметів з магічною силою. Користуються талісманами, які використовують з певною метою, наприклад, під час подорожі або на роботі. Іноді розміщують над дверима, вікнами та воротами певні символи, наприклад, вапняні хрестики. Вони вірять, що ті можуть відлякувати злих духів. Такого роду символи також використовують, коли жінка в домі перебуває на пізньому терміні вагітності, щоб відігнати духів, яких називають кунтіланак (жінка, схожа на зомбі, яку вважають померлою під час пологів). Згідно місцевим традиціям, щоб над домівкою було благословення, кількість дітей у сім'ї має бути непарною.

## Історія
За усною традицією, лампунги походять з гірської місцевості Секала-Берак, розташованої в окрузі Белалау, провінція Західний Лампунг. Розселення народу з одного району підтверджується однаковою назв населених пунктів у різних районах провінції Лампунг.
Назва «лампунг», за однією з версій, пов'язана з легендою про сходження з неба цариці Місяця на ім'я Сі-Лампунг Ратубулан (індонез. Si Lampung Ratu Bulan). За іншою версією, вона походить від назви давньої держави на півдні Суматри — Тулунгбаванг (V—VII ст.), яка в китайських джерелах фігурує під назвою То-Ланг По-Хванг.
Китайська хроніка X ст. Тайпін Хуанюй Цзі містить назви держав у районі Нанхай (Південний океан), серед них послідовно згадуються держави То-ланг і По-хванг. Якщо про державу То-ланг є лише одна згадка, то держава По-хванг згадується багато разів, оскільки вона надсилала послів до Китаю в 442, 449, 451, 459, 464 та 466 роках. Можливо, тут ідеться про королівство Тулангбаванг, а, можливо, версія виникла через просте об'єднання двох китайських назв.
Збереглися пам'ятки, які свідчать, що в доісламський період жителі Лампунга зазнали впливу індуїзму та буддизму. На території провінції були також знайдені пам'ятки мегалітичної традиції, що передували індуїстсько-буддійській культурі. Це різноманітні менгіри, дольмени, що стоять рядами на терасах, священні камені для шанування богів. До індуїстської доби належить існування ранньосередньовічної лампунзької держави Тулунгбаванг. Область її розташування асоціюється з територією сучасного округу Тулунгбаванг на північному сході провінції Лампунг та районами уздовж річки Тулунгбаванг (індонез. Sungai Tulangbawang, Way Tulangbawang), це підтверджує французький професор-ісламознавець Габріель Ферран (фр. Gabriel Ferrand, 1864—1935).
Згодом Лампунг був частиною буддійської імперії Шривіджая зі столицею на місці сучасного міста Палембанг, яка до XI ст. панувала на значній частині Південно-Східної Азії. На території Лампунга збереглися численні написи цієї доби, статуї Будди.
Поділ лампунгів на окремі підрозділи розпочався приблизно в XIII ст.
Інтенсивне поширення ісламу на території Лампунгу почалось близько 1530 року. Цей процес пов'язують із прибуттям посланця держави Сунда Келапа з північного заходу острова Ява. Центром поширення нової релігії став район Пугунг (індонез. Pugung) в окрузі Танґамус. Навернення лампунгів на іслам активізувалося під владою султанату Бантен, особливо за правління султана Гасануддіна (1552—1570).
1905 року, ще за колоніальної доби, розпочалась реалізація програми переселення жителів острова Ява в інші райони Індонезії. Вона продовжувалась і за часи незалежної Індонезії. Цей процес обумовив найшвидше серед усіх провінції країни зростання населення Лампунга. Тепер чисельність трансмігрантів значно перевищує тут чисельність корінного населення.

## Господарство
Основним заняттям лампунгів є землеробство. Вирощують рис, крім того, саджають перець та овочі.
У минулому використовували підсічно-вогневий спосіб обробітку земель, сівозміну та найпростіші інструменти. Готуючи землю для обробітку, розчищали ділянку лісу й випалювали її. Вирубка лісу зазвичай проводилась спільно сімейними групами, які мали родинні зв'язки. Коли ділянка втрачала родючість, її залишали й займали нову. Також збирали природні ресурси в лісі.
Згодом, завдяки впливу переселенців з острова Ява, лампунги почали використовувати систему іригаційного орного землеробства. Цей район добре підходить до успішного рисівництва, збирати урожай можна два-три рази на рік. Проте лампунги є не дуже вправними землеробами. Нерідко вони наймають для обробітку своїх рисових полів яванців за третину або половину врожаю.
У XVIII ст., за колоніальної доби, на території Лампунга почали вирощувати товарні культури. Сьогодні лампунги володіють плантаціями перцю, кави, каучуку, гвоздики, тютюну. Ці культури є для них основним джерелом грошових доходів. В окремих районах виготовлення меленої кави лишається домашнім виробництвом. Для роботи на своїх плантаціях лампунги наймають працівників з числа трансмігрантів.
Тримають буйволів, дрібну породу корів, кіз, домашню птицю. В округах Вай-Канан та Тулангбаванг місцеві жителі спеціалізуються на розведенні буйволів за системою канданг-тагунан: тварин випускають у заболочені чагарники, де вони самостійно знаходять собі їжу й розмножуються. Буйволів та биків використовують як тяглову силу. Буйвіл займає особливе місце в лампунзькому суспільстві. В минулому він був одиницею вимірювання обсягу посагу (джуджур), розміру штрафу тощо. Люди горді, коли статки дозволяють їм зарізати на весілля буйвола.
Дуже мало серед лампунгів рибалок, навіть серед груп, що живуть біля морського узбережжя. Деякі люди й досі полюють диких тварин і збирають природні ресурси в лісі. До числа традиційних видів ремесла належать теслярство, виготовлення домашнього посуду, виробів з ротанга, пандану тощо. Окремі особи займаються торгівлею. Невелика частина лампунгів, що живуть у містах, працює службовцями в державних установах та приватних структурах. У районі озера Ранау частина місцевих жителів зайнята в галузі туризму.

## Суспільство
Лампунзьке суспільство поділяється на великі патрилінійні роди або клани, що звуться буай (буой, бувей). Вони складаються з родичів, спорідненість між якими можна відслідкувати на глибину до п'яти попередніх поколінь. Хоча члени буай є групою родичів, така спільнота настільки чисельна, що всі її члени не можуть знати один одного й почуватись як одне ціле. Значно міцнішими є малі групи родичів — суку, на які розпадаються буай. Ці групи засновані на кровних або шлюбних зв'язках. На чолі суку стоїть традиційний лідер, що зветься пеньїмбанг-суку.
Лампунзькі села (тію) складаються з кількох частин (білік), жителями кожної з них є члени одного буай. На чолі кожного біліка стоїть свій пеньїмбанг. Ця позиція передається з покоління в покоління за батьківською лінією (старшому синові). Ядро сільської громади, як правило, становлять члени буай, який був засновником села. Очолює село пеньїмбанг-тію, зазвичай голова буай-засновника. В період залежності від султанату Бантен територія лампунгів, відповідно до розселення буай, була поділена на марга (райони) та кампунги (села). На чолі марга стояв пеньїмбанг-марга. В колоніальний період кілька марга об'єднувалися в один підокруг (нід. Onderdistrik). У незалежній Індонезії система марга була ліквідована.
Система спорідненості в лампунгів двобічна, але походження визначається за батьківською лінією. Батько є головою сім'ї й відповідальний за всіх її членів. Старший син є спадкоємцем. Принцип першонародження за батьківською лінією також застосовується при визначенні голови розширеної родини. Якщо батько помирає, старший син стає відповідальним за своїх молодших братів і сестер, як одружених, так і неодружених, і піклується про них. За його згоди молодші брати та сестри після одруження можуть покинути батьківську хату й жити окремо.
Сімейні зв'язки все ще дуже важливі для лампунгів, вони обумовлені багатьма традиційними правилами та офіційними зобов'язаннями подружжя. Для лампунгів сім'я — це, в першу чергу, розширена родина, що складається з родичів, пов'язаних кровними та шлюбними зв'язками. Зазвичай це батько, матір та їхні сини зі своїми дітьми. Члени розширеної сім'ї мають спільне походження (седжурай) і називають один одного меньянак-варей. Вони не обов'язково живуть під одним дахом, але разом проводять різні заходи, зокрема традиційні церемонії. Лампунгам подобаються великі сім'ї, деякі навіть всиновлюють дітей, що походять з інших етнічних груп.
Нуклеарна сім'я в складі розширеної називається адік-варей, сім'ю, що живе вкупі під одним дахом, називають сенунов або сангаламбан, членів сім'ї, що харчуються разом, сегайо або гайосай («один горщик»). Дружина та діти не лише живуть у колі родичів чоловіка, а й уважаються членами його роду.

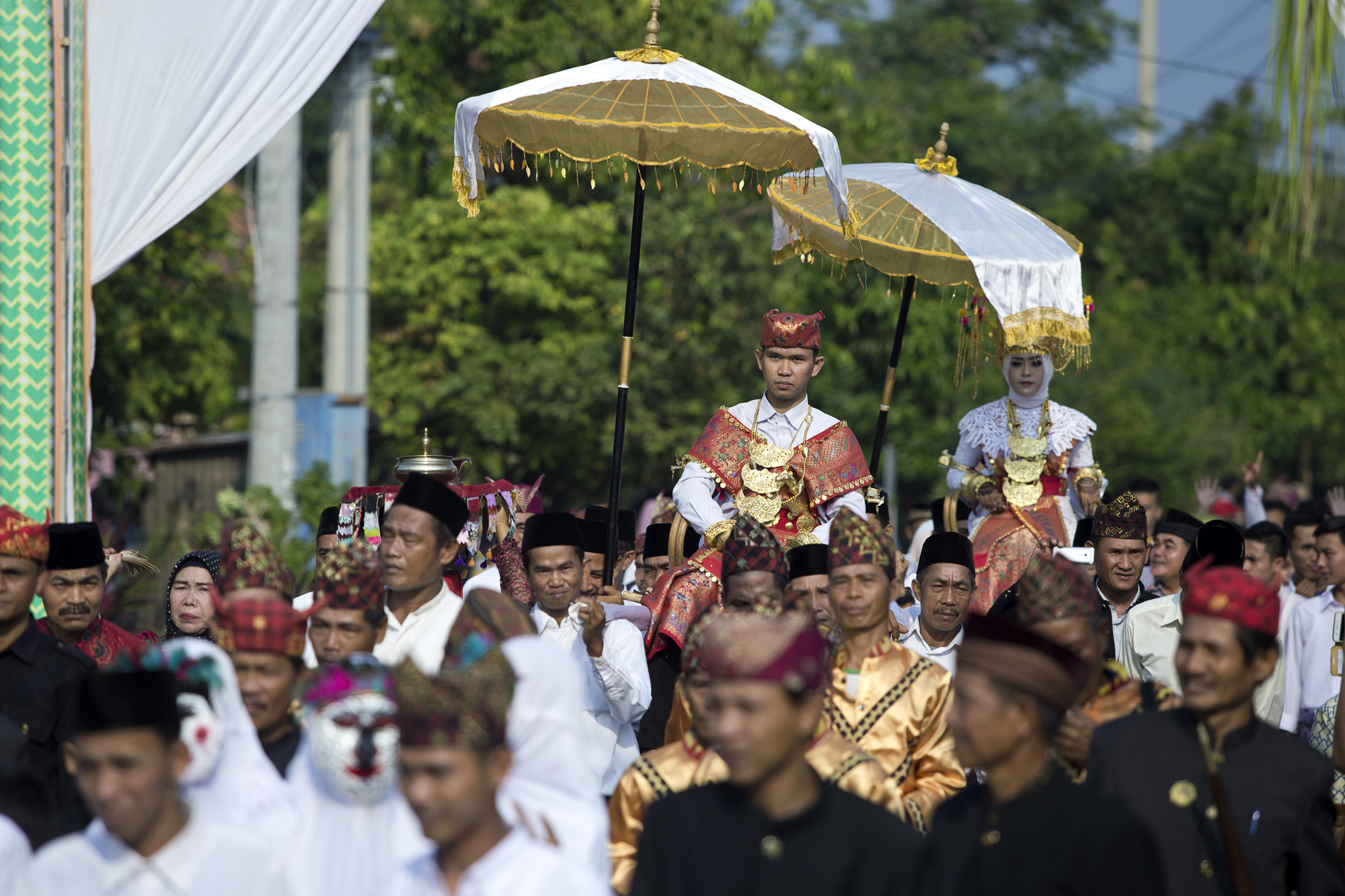
Весільний парад за участі наречених.

Лампунги мають дві основні форми шлюбу: звичайний і шлюб семанда. У звичайному шлюбі дружина та її діти належать до родинної групи чоловіка. Чоловік, у свою чергу, зобов'язаний принести батькам дружини викуп, що зветься уанг-джуджур («чесні гроші»). У шлюбі семанда сім'я чоловіка не платить уанг-джуджур, але чоловік та діти стають членами родини дружини. Такий шлюб може бути вкладений з кількох причин, наприклад, з економічної або коли дружина є єдиною дитиною в сім'ї тощо. Якщо батько дружини помирає, зять займає його місце голови сім'ї.
Багатоженство дозволене, але практикується лише заможними. Шлюб між близькими родичами, зокрема між двоюрідними братами та сестрами, заборонений.
Після народження першої дитини подружжю дозволяється побудувати власну хату по сусідству з родиною чоловіка (вірілокально).
У лампунзькому суспільстві немає жорсткої соціальної ієрархії, відсутні класи королівських осіб або рабів, але існує система соціальної спадкової стратифікації. Шляхетну верству (туга-раджа, проватін, перватін) складають пеньїмбанги різного рівня. Нижче розташована верства духовенства анак-тумпанг, а основну масу населення становлять звичайні люди. В сучасному суспільстві старі соціальні межі розмиті, й звичайні люди можуть стати лідерами та тримати владу. Тепер на соціальне розшарування впливають такі фактори як освіта, матеріальний стан, вірність релігійному обов'язку.
Як правило, лампунги живуть дуже просто, але їм подобається отримувати похвалу чи визнання. Життєвим принципом для них є підтримувати свій «престиж» (Piil Pesenggiri). Виходячи з цих позицій, розрізняють групи літніх (пенгаво) та молодих (мулі-меранай) людей, після одруження чоловіки отримують звання адок, а жінки — інай тощо. Люди не бояться витрачати великі гроші на проведення святкових заходів.
Лампунги поділяються на ряд традиційних соціокультурних груп, які відрізняються своїми культурними традиціями. Найвпливовішими серед них є пепадун (Adat Pepadun) та пемінгір (Adat Peminggir, інша назва сейбатин); існують також інші групи. В основі такого поділу лежить територіальна генеалогічна спорідненість.
Лампунги, що дотримуються традиції пепадун, населяють переважно східну та центральну частини провінції Лампунг. Вони поділяються на чотири підгрупи: абунг-сівомегоу, мегоупак-тулангбаванг, буай-ліма і пубіян-телусуку. Кожна з підгруп, у свою чергу, складається з кількох великих кланів (буай або кебуаян), які проживають на певній території.
Система керівництва в пепадунів є конгрегаційною, рішення приймаються зборами титулованих осіб, зазвичай пеньїмбангів, кожен з яких має право голосу. Слово «пепадун» буквально означає «сидіння» або «трон» правителя. Так називають високу дерев'яну лавку, на якій під час урочистих подій сидить особа високого рангу. А сама система традицій зветься кепуньїмбанган. Вона, як і система почесних титулів, була запроваджена за часи панування в Лампунзі султанату Бантен. Право пепадун можна було купити. Спочатку його намагалися придбати голови родів та підродів, старійшини сіл, а згодом і кожний заможний селянин, який мав бажання піднятися серед своїх родичів. З'явився інститут спадкового пепадуну. Ранги поділялися на 5 рівнів. Отримання найвищого коштувало дуже дорого, крім того, ще потрібно було влаштувати пишне святкування для всього села, заколоти при цьому 30 буйволів. Отримуючи ранг другого рівня, треба було заколоти 14 буйволів або вкласти вартість буйволів речами. Отримавши пепадун, людина користувалася рядом соціальних привілеїв.
Соціальна стратифікація мала й зовнішні ознаки. Представники шляхетної верстви носили одяг з різноманітними особливими атрибутами, користувалися парасолею й паланкіном, могли носити декілька крисів. Різниця між шляхтою та простими людьми була помітна й у шлюбній обрядовості. Розмір приданого в лампунгів визначається статусним рівнем людини. Крім того, існує заборона на шлюб між нерівнею, її порушення вважається ганебним вчинком. Якщо такий шлюб все-таки вкладається, партнер із вищої верстви переходить до стану свого подружжя. За таких умов члени вищого класу зазвичай родичаються лише в межах групи прибічників власної культурної традиції. Натомість серед простих людей часто мають місце навіть мішані шлюби з мігрантами з інших регіонів.
Звичаєве право, якого дотримуються пепадуни, передбачає різні правила та обмеження, яких повинні дотримуватися члени спільноти та їхні лідери. Порушення звичаєвих норм підлягає звичаєвим санкціям у вигляді штрафів або зобов'язання провести традиційні обряди. Що вища посада людини, тим серйозніші санкції у випадку порушення вона отримує. Наприклад, пеньїмбанг, який порушив адат, може бути змушений провести спеціальну церемонію пемберсіган-пепадун або навіть бути підданий остракізму з боку суспільства.
Сімейні зв'язки в пепадунів дуже міцні. Вдова після смерті чоловіка має право й надалі жити разом із його родичами, навіть якщо до того часу вони не мали дітей. Для вирішення проблем, що виникають у стосунках між родами (кланами) керуються принципом консенсусу.
Лампунги, що дотримуються традиції пемінгір, мешкають переважно на заході, сягаючи узбережжя. Вони поділяються на п'ять підгруп, кожна з яких проживає в певному районі. Пемінгіри мають двошарову систему стратифікації суспільства, яка називається сейбатин (звідси й альтернативна назва підрозділу). Вона передбачає наявність у кожній громаді лише одного лідера, якого називають пеньїмбанг-сейбатин, з титулом батин, бандар або раджа. Пеньїмбанги складають вищу верству суспільства, належність до якої визначається походженням людини або шлюбними зв'язками. Решту членів громади називають анакбуа-сейбатин. Статус звичайних людей у суспільстві залежить від того, чи належать вони до числа корінних жителів села; найвище стоять нащадки першопоселенців.

## Поселення
Лампунги живуть окремо від трансмігрантів, поселення яких зазвичай знаходяться серед полів. Лампунзькі села розташовані вздовж річок та доріг і відзначаються щільним скупченням хат. Вони невеликі, можуть стояти дуже близько одне від одного, так що межі між селами сторонньому непомітні й незрозумілі.
Крім основного села, що зветься тію, лампунги мають тимчасові поселення (умбулан), розкидані серед полів. Саме тут живе більшість молодих людей та їхні діти. Окремі плантації розташовані на значній відстані від основного села, до них можна йти 10-18 годин пішки.

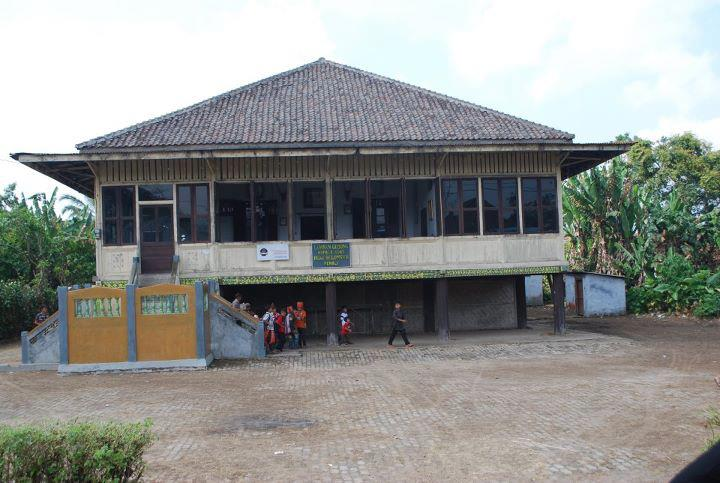
Громадська хата лампунзького буай.

Типове лампунзьке село складається із сімейних хат, в яких живе одна нуклеарна або розширена сім'я, великих громадських хат для кожного роду (буай), що живе в селі, молитовних зал (покнганджи), мечеті (месегіт), громадської зали (сесат). Крім того, в селі є пепанча — споруди для притулку та відпочину, якими користуються всі люди.
Кожна частина села (білік) має свою громадську хату, яка називається нувобалак або ламбангедунг. Вона є центром громадського життя відповідного буай і резиденцією його пеньїмбанга. Тут проживають найстарші члени роду, які очолюють буай. Обговорення різних питань проводять у громадських залах; тут також відбуваються традиційні церемонії. Хати окремих сімей зазвичай розташовані навколо нувобалака.
Всі споруди раніше ставили на палях. Підлога сімейної хати розташовувалась на висоті три метри від землі. Хати будували з дерева, яке могло прослужити сотні років. Традиційні хати прямокутні в плані, мають каркасно-стовпову конструкцію, сідлоподібний дах, оточені верандою. Деталі зв'язували між собою або складали без використання цвяхів. Простір під хатою використовувався для зберігання врожаю та запасів дров, а також як загін для худоби. Для зберігання рису та інших харчових продуктів лампунги використовують спеціальні зерносховища, які називають валай або балай.
Сьогодні лампунги практично відмовились від традиційних дерев'яних хат на товстих палях і зводять більш сучасні шлакоблокові або бетоні хати, що стоять прямо на землі. Таке житло є звичайним по всій Індонезії.
Архітектура залежить від статків та соціального статусу мешканців хати. Свої будівлі лампунги прикрашають рослинними мотивами, що є символом життя. Згідно з місцевими віруваннями, кількість сходинок, що ведуть до хати, має бути непарною; це має приносити благословення її мешканцям. Іноді лампунзьке житло повторює дизайн яванських хат.
Громадська хата вирізняється своїми великими розмірами. Спереду сходи ведуть до вхідних дверей. Будівля складається з кількох кімнат. Передня служить для прийому гостей, середня відведена для проживання дорослих членів родини пеньїмбанга й поділена на чоловічу та жіночу половини, далі розташовані окремі спальні для дітей кожного із синів. Громадські зали також мають свою характерну форму. Вхід до них часто прикрашають білими, жовтими та червоними парасольками, які символізують рівність та рівновагу й зазвичай розташовані на дашку над сходами. Простір у середині будівлі поділений на залу для проведення засідань, кімнату для обговорень, кімнату для зберігання музичних інструментів, що використовуються під час церемоній, кімнату для відпочинку старійшини.
Кожне село має кладовище, розташоване за його межами. Лампунги часто створюють сімейні поховання, тому в селі може бути й кілька кладовищ.

## Мистецтво

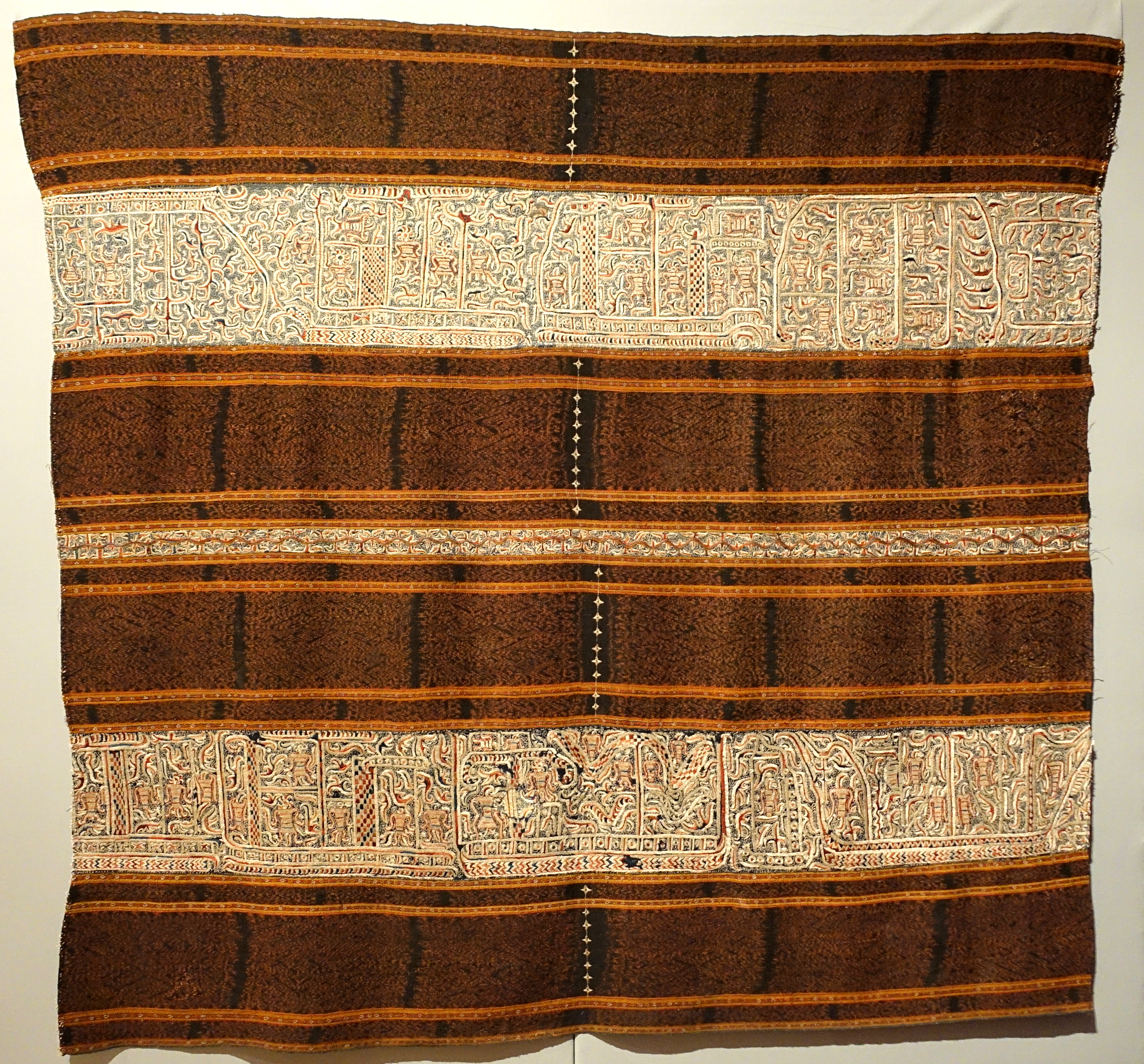
Зразок тканини тапіс (підрозділ пемінгір, XIX ст.).

В мистецьких формах лампунгів відчувається вплив індуїзму та ісламу. Зокрема це стосується різних стилів музики або використання зворотно-поступальних рим у пантунах.
Лампунзькі музичні інструменти схожі з музичними інструментами інших етнічних груп країни, які зазнали впливу малайської та ісламської культури. Це, зокрема, барабани гінданг та кетіпунг, бамбукові сопілки тало, сердам, сегунай, флейта з рогу буйвола сакха, великий бубон берда, малий бубон керегченг та ін. Існує також місцевий різновид гамелану, що зветься тала-кхакхумунг, тала-лунік або тала-балак. Лампунзьке вокальне мистецтво гарда — це декламування віршів під звуки бубнів.
Лампунги мають різні види танців, які виконуються під час проведення відповідних традиційних церемоній. Існує також місцевий бойовий танець тігел. В минулому існувало народне театральне мистецтво під назвою думулук.
Широко відоме традиційне виробництво лампунзьких тканин тапіс. Ці тканини, а також інші мистецькі вироби лампунзьких майстрів прикрашені красивими декоративними візерунками, усі елементи та кольори яких мають символічне значення й пов'язані з місцевою культурною традицією. Вони, зокрема, демонструють відмінності між лампунгами, що дотримуються традицій пепадун і пемінгір, між групами людей, що належать до різних соціальних верств.